# Джеймс Едвардс (баскетболіст)
Джеймс Франклін Едвардс (англ. James Franklin Edwards; нар. 22 листопада 1955, Сіетл, США) — американський професіональний баскетболіст, що грав на позиціях важкого форварда і центрового за низку команд НБА. Триразовий чемпіон НБА.

## Ігрова кар'єра
Починав грати у баскетбол у команді старшої школи Рузвельта (Сіетл, Вашингтон), яку привів до чемпіонства штату. На університетському рівні грав за команду Вашингтон (1973—1977).
1977 року був обраний у 3-му раунді драфту НБА під загальним 46-м номером командою «Лос-Анджелес Лейкерс». Протягом свого першого сезону був обміняний до «Індіана Пейсерз», де виступав чотири роки. Набирав 15,9 очка за матч протягом цього періоду.
1981 року перейшов до «Клівленд Кавальєрс», у складі якої провів наступні 2 сезони своєї кар'єри. Набирав в середньому 16 очок за матч.
Наступною командою в кар'єрі гравця була «Фінікс Санз», за яку він відіграв 5 сезонів, набираючи 14,7 очка за матч.
З 1988 по 1991 рік грав у складі «Детройт Пістонс». Двічі ставав чемпіоном НБА у складі команди, вигравши титул 1989 та 1990 року.
1991 року перейшов до «Лос-Анджелес Кліпперс», у складі якої провів наступний сезон своєї кар'єри.
Наступною командою в кар'єрі гравця була «Лос-Анджелес Лейкерс», за яку він відіграв 2 сезони.
З 1994 по 1995 рік грав у складі «Портленд Трейл-Блейзерс».
Останньою ж командою в кар'єрі гравця стала «Чикаго Буллз», до складу якої він приєднався 1995 року і за яку відіграв один сезон.

## Статистика виступів в НБА
| † | Позначає сезон, в якому Джеймс Едвардс ставав чемпіоном НБА |

### Регулярний сезон
| Сезон             | Команда                   | GP    | GS  | MPG  | FG%  | 3P%  | FT%  | RPG | APG | SPG | BPG | PPG  |
| ----------------- | ------------------------- | ----- | --- | ---- | ---- | ---- | ---- | --- | --- | --- | --- | ---- |
| 1977–78           | «Лос-Анджелес Лейкерс»    | 25    | –   | 28.9 | .459 | –    | .640 | 7.2 | 1.2 | 0.6 | 1.1 | 14.8 |
| 1977–78           | «Індіана Пейсерз»         | 58    | –   | 29.0 | .450 | –    | .649 | 7.5 | 1.0 | 0.6 | 0.9 | 15.4 |
| 1978–79           | «Індіана Пейсерз»         | 82    | –   | 31.0 | .501 | –    | .676 | 8.5 | 1.1 | 0.7 | 1.3 | 16.7 |
| 1979–80           | «Індіана Пейсерз»         | 82    | –   | 28.2 | .512 | .000 | .681 | 7.0 | 1.5 | 0.7 | 1.3 | 15.7 |
| 1980–81           | «Індіана Пейсерз»         | 81    | –   | 29.3 | .509 | .000 | .703 | 7.0 | 2.6 | 0.4 | 1.6 | 15.6 |
| 1981–82           | «Клівленд Кавальєрс»      | 77    | 75  | 33.0 | .511 | .000 | .684 | 7.5 | 1.6 | 0.3 | 1.5 | 16.7 |
| 1982–83           | «Клівленд Кавальєрс»      | 15    | 8   | 25.5 | .487 | –    | .623 | 6.4 | 0.9 | 0.5 | 0.9 | 12.3 |
| 1982–83           | «Фінікс Санз»             | 16    | 1   | 17.8 | .487 | –    | .660 | 3.7 | 1.7 | 0.3 | 0.3 | 8.8  |
| 1983–84           | «Фінікс Санз»             | 72    | 67  | 26.3 | .536 | .000 | .720 | 4.8 | 2.6 | 0.3 | 0.4 | 14.7 |
| 1984–85           | «Фінікс Санз»             | 70    | 58  | 25.5 | .501 | .000 | .746 | 5.5 | 2.2 | 0.4 | 0.7 | 14.9 |
| 1985–86           | «Фінікс Санз»             | 52    | 51  | 25.3 | .542 | –    | .702 | 5.8 | 1.4 | 0.4 | 0.6 | 16.3 |
| 1986–87           | «Фінікс Санз»             | 14    | 9   | 21.7 | .518 | –    | .771 | 4.3 | 1.4 | 0.4 | 0.5 | 12.0 |
| 1987–88           | «Фінікс Санз»             | 43    | 42  | 32.0 | .469 | .000 | .635 | 7.8 | 1.7 | 0.3 | 0.7 | 15.7 |
| 1987–88           | «Детройт Пістонс»         | 26    | 2   | 12.6 | .475 | –    | .738 | 3.0 | 0.2 | 0.1 | 0.2 | 5.4  |
| 1988–89†          | «Детройт Пістонс»         | 76    | 1   | 16.5 | .500 | .000 | .686 | 3.0 | 0.6 | 0.1 | 0.4 | 7.3  |
| 1989–90†          | «Детройт Пістонс»         | 82    | 70  | 27.8 | .498 | .000 | .749 | 4.2 | 0.8 | 0.3 | 0.5 | 14.5 |
| 1990–91           | «Детройт Пістонс»         | 72    | 70  | 26.4 | .484 | .500 | .729 | 3.8 | 0.9 | 0.2 | 0.4 | 13.6 |
| 1991–92           | «Лос-Анджелес Кліпперс»   | 72    | 11  | 20.0 | .465 | .000 | .731 | 2.8 | 0.7 | 0.3 | 0.5 | 9.7  |
| 1992–93           | «Лос-Анджелес Лейкерс»    | 52    | 0   | 11.9 | .452 | –    | .712 | 1.9 | 0.8 | 0.2 | 0.1 | 6.3  |
| 1993–94           | «Лос-Анджелес Лейкерс»    | 45    | 2   | 10.4 | .464 | –    | .684 | 1.4 | 0.5 | 0.1 | 0.1 | 4.7  |
| 1994–95           | «Портленд Трейл-Блейзерс» | 28    | 0   | 9.5  | .386 | –    | .647 | 1.5 | 0.3 | 0.2 | 0.3 | 2.7  |
| 1995–96†          | «Чикаго Буллз»            | 28    | 0   | 9.8  | .373 | –    | .615 | 1.4 | 0.4 | 0.0 | 0.3 | 3.5  |
| Усього за кар'єру | Усього за кар'єру         | 1,168 | 467 | 24.3 | .495 | .048 | .698 | 5.1 | 1.3 | 0.4 | 0.7 | 12.7 |

### Плей-оф
| Сезон             | Команда                   | GP  | GS | MPG  | FG%  | 3P%  | FT%   | RPG | APG | SPG | BPG | PPG  |
| ----------------- | ------------------------- | --- | -- | ---- | ---- | ---- | ----- | --- | --- | --- | --- | ---- |
| 1981              | «Індіана Пейсерз»         | 2   | –  | 28.0 | .292 | –    | –     | 7.0 | 2.5 | 0.5 | 0.5 | 7.0  |
| 1983              | «Фінікс Санз»             | 3   | –  | 18.0 | .423 | –    | 1.000 | 6.0 | 1.3 | 0.3 | 0.3 | 9.3  |
| 1984              | «Фінікс Санз»             | 17  | –  | 27.2 | .492 | –    | .706  | 5.4 | 1.6 | 0.2 | 0.6 | 13.8 |
| 1988              | «Детройт Пістонс»         | 22  | 2  | 14.0 | .509 | .000 | .659  | 3.1 | 0.5 | 0.1 | 0.5 | 6.3  |
| 1989†             | «Детройт Пістонс»         | 17  | 0  | 18.6 | .471 | .000 | .784  | 2.1 | 0.7 | 0.1 | 0.5 | 7.1  |
| 1990†             | «Детройт Пістонс»         | 20  | 20 | 26.8 | .494 | .000 | .604  | 3.6 | 0.7 | 0.3 | 0.6 | 14.3 |
| 1991              | «Детройт Пістонс»         | 15  | 11 | 23.0 | .407 | –    | .691  | 2.5 | 0.6 | 0.1 | 0.2 | 10.7 |
| 1992              | «Лос-Анджелес Кліпперс»   | 5   | 0  | 17.4 | .417 | –    | .632  | 2.6 | 0.6 | 0.2 | 0.2 | 6.4  |
| 1993              | «Лос-Анджелес Лейкерс»    | 3   | 0  | 4.7  | .750 | –    | –     | 0.7 | 0.0 | 0.0 | 0.0 | 2.0  |
| 1995              | «Портленд Трейл-Блейзерс» | 1   | 0  | 4.0  | .000 | –    | –     | 0.0 | 0.0 | 0.0 | 0.0 | 0.0  |
| 1996†             | «Чикаго Буллз»            | 6   | 0  | 4.7  | .444 | –    | .750  | 0.7 | 0.0 | 0.0 | 0.0 | 1.8  |
| Усього за кар'єру | Усього за кар'єру         | 111 | 33 | 19.9 | .468 | .000 | .682  | 3.2 | 0.8 | 0.2 | 0.4 | 9.3  |